# Rochovce
Rochovce – wieś (obec) na Słowacji położona w kraju koszyckim, w powiecie Rożniawa. Pierwsze wzmianki o miejscowości pochodzą z roku 1318. 
Według danych z dnia 31 grudnia 2012, wieś zamieszkiwały 343 osoby, w tym 180 kobiet i 163 mężczyzn.
W 2001 roku rozkład populacji względem narodowości i przynależności etnicznej wyglądał następująco:
- Słowacy – 83,85%
- Czesi – 0,31%
- Romowie – 8,07%
- Węgrzy – 5,59%

Ze względu na wyznawaną religię struktura mieszkańców kształtowała się w 2001 roku następująco:
- Katolicy rzymscy – 8,39%
- Grekokatolicy – 0,62%
- Ewangelicy – 46,58%
- Ateiści – 28,88%
- Nie podano – 14,29%